# Стівен Строгац
Стівен Генрі Строгац (нар. 13 серпня 1959, Торрінгтон) — американський математик та професор прикладної математики у Корнелльському університеті. Він відомий завдяки роботам по нелінійним системам, а також вивченням синхронізації в динамічних системах та численним дослідженням в різних областях прикладної математики, зокрема, в математичній біології та теорії складних мереж, і своїм видатним внеском у розвиток публічного спілкування математиків.

## Освіта
Строгац навчався у середній школі Луміс Чаффі у 1972—1976 роках. Після закінчення з відзнакою Бостонського університету, зі ступенем бакалавра з математики у 1980, він був стипендіатом Маршалла в Трініті-коледжі (Кембридж) в 1980—1982 роках, і у 1986 році отримав ступінь доктора наук в прикладній математиці у Гарвардському університеті за дослідження з динаміки циклу сну людини.

## Кар'єра
Після трьох років роботи на посаді докторанта Національного наукового фонду в Гарварді та Бостонському університеті, Строгац приєднався до математичного факультету Массачусетського технологічного інституту у 1989 році. Його дослідження динамічних систем було відзначено Президентською нагородою молодих дослідників Національного наукового фонду у 1990 році. У 1994 він переїхав до Корнелльського університету, де він отримав титул як професора прикладної математики, так і професора математики Якоба Гулда Шурмана Корнелльської кафедри, однієї з найпрестижніших в університеті, названої на честь третього президента Корнелла.

## Дослідження
На початку своєї кар'єри Строгац працював над різноманітними проблемами математичної біології, включаючи геометрію суперспіральної ДНК, топологію тривимірних хімічних хвиль та колективну поведінку біологічних осциляторів, таких як рої світлячків, які синхронно мерехтять. У 1990-х роках його робота була зосереджена на нелінійній динаміці та хаосі, застосованого у фізиці, техніці та біології. Деякі з цих проектів стосувалися пов'язаних осциляторів, таких як лазери, надпровідні джозефсонівські переходи. Його нещодавні роботи стосуються складних систем та їх наслідків в повсякденному житті, наприклад, роль синхронізації натовпу в коливанні лондонського мосту Міленіум на його день відкриття, та динаміка структурного балансу в соціальних системах.
Можливо, його найвідомішим внеском, як дослідника, є стаття у журналі «Nature» з Дунканом Вотсом 1998 року під назвою «Колективна динаміка мереж „тісного світу“». Ця стаття широко розглядається як вагомий внесок у міждисциплінарну сферу складних мереж, чиї застосування сягають різних областей, починаючи від теорії графів, статистичної фізики і до соціології, бізнесу, епідеміології та неврології. Одним з показників її важливості є те, що це була найпопулярніша стаття про мережі між 1998 і 2008 роками, а також шоста найбільш цитована стаття у всій фізиці.

## Книги та досягнення
Строгац відомий для широкого загалу завдяки трьом книгам і багатьом газетним публікаціям. Його книга Синхронізація (англ. Sync) була обрана як Найкраща Книга 2003 року журналом «Discover». Про книгу Обчислення дружби (англ. The Calculus of Friendship) 2009 року було сказано, що вона «розчулить по справжньому» (англ. a genuine tearjerker) та що, вона є «частково біографічною, частково автобіографічною та частково керівництвом для обчислення в глушині». Його книга 2012 року Радощі числа х (англ. The Joy of x), виграла у 2014 Ейлерівську книжну премію. Вона народилася з його серії публікації колонок у «Нью-Йорк Таймс» — «Елементи Математики». Harvard Business Review про них писала, що це «модель того, як математика повинна бути популяризована» і як «повинна читатися для підприємців і керівників, які розуміють, що математика зараз лінгва франка серйозного бізнес-аналізу». Друга серія Строгаца в Нью-Йорк Таймс — «Я, я і математика» (англ. Me, Myself and Math) з'явилися восени 2012 року.
Строгац виступав на TED і є частим гостем Нью-йоркського громадського радіо «Radiolab» та «Science Friday». Він також зняв серію лекцій з теорії хаосу у серії великих курсів для The Teaching Company.

## Нагороди
Строгац є членом Товариства з промислової та прикладної математики (SIAM), Американської академії мистецтв і наук Американського фізичного товариства та Американського математичного товариства.
Строгац отримав похвалу за свої здібності вчителя і комунікатора. У 1991 році він був відзначений меморіальною премією Е. М. Бейкера за досконалість у викладанні, на яку обирають виключно студенти Массачусетського технологічного інституту. Він також отримав декілька викладацьких нагород, включаючи найвищу викладацьку нагороду Корнелла та нагороду Президентського товариства Стівена Х. Вайса (2016). На національному рівні, Строгац отримав нагороду спільної політичної ради з питань математики (JPBM) у 2007 році. Представлена щорічно, ця нагорода відзначає видатні досягнення у комунікації з математикою нематематиків. Об'єднаний комітет з математики представляє Американське математичне товариство, Американську статистичну асоціацію, Математичну асоціацію Америки, та Товариство з промислової та прикладної математики. У 2013 він отримав нагороду Американської асоціації сприяння розвитку науки. за «його виняткову прихильність і пристрасть до передачі краси і важливості математики для широкої громадськості.»
У 2014 році Математичною асоціацією Америки нагородила його Ейлерівською книжною премією за книгу «Екскурсія математикою. Як через готелі, риб, камінці і пасажирів метро зрозуміти цю науку» (англ. The Joy of x). У цитаті премії
книга описується як «шедевр роз'яснення» і зауважується, що вона «спрямована до мільйонів читачів, які стверджують, що вони ніколи не розуміли, що таке математика, яку вони вивчали, і для кого математика була серією методів, які необхідно просто засвоїти без видимих причин.» У 2015 році, разом з Яном Стюартом, Строгац був нагороджений премією Льюїса Томаса за твори присвячені науці.

## Переклади українською
- Стівен Штроґац. Екскурсія математикою. Як через готелі, риб, камінці і пасажирів метро зрозуміти цю науку / Пер. Анастасія Дудченко. — Наш Формат, 2019. — ISBN 978-617-7682-56-0. (Strogatz, Steven H (2012). The Joy of x: A Guided Tour of Math, from One to Infinity. Eamon Dolan/Houghton Mifflin Harcourt. ISBN 978-0547517650.)